# Ewa Toniak
Ewa Toniak (ur. 1960 w Warszawie) – polska historyczka  sztuki, doktor nauk humanistycznych w dziedzinie  literaturoznawstwa, nauczycielka akademicka, niezależna kuratorka. 
Zajmuje się kulturą wizualną, sztuką współczesną w perspektywie feministycznej, problematyką pamięci w przestrzeni publicznej i współczesnymi narracjami o PRL-u. Stypendystka rządu francuskiego, Ministra Kultury i Dziedzictwa Narodowego i Narodowego Centrum Nauki. 

## Życiorys
Ukończyła VI Liceum Ogólnokształcące im. Tadeusza Reytana w Warszawie (1979) i studia wyższe z zakresu historii sztuki na Uniwersytecie Warszawskim (1986). Pracowała jako asystentka w Instytucie Historii Sztuki UW. W 2010 roku w Instytucie Badań Literackich PAN pod kierunkiem prof. Marii Janion obroniła doktorat pt. Motyw śmierci heroicznej od Powstania Kościuszkowskiego do Manifestacji 1861 o polskim romantycznym dyskursie heroicznym z uwzględnieniem jego dekonstrukcji w sztuce polskich artystów współczesnych. Wykładała gender studies na ISNS UW, w IBL PAN, historię sztuki współczesnej na Uniwersytecie Artystycznym w Poznaniu i Akademii Sztuk Pięknych w Warszawie. W latach 2015–2023 pracowała jako wykładowczyni Akademii Teatralnej im. Aleksandra Zelwerowicza w Warszawie na Wydziale Wiedzy o Teatrze. Mieszka w Warszawie.
Członkini Międzynarodowego Stowarzyszenia Krytyków Sztuki (AICA). W 2015 otrzymała Odznakę honorową „Zasłużony dla Kultury Polskiej”.

## Kuratorka wystaw i projektów
- 2005 – Polka. Medium-cień-wyobrażenie (kuratorki wystawy: Agnieszka Zawadowska i Ewa Gorządek oraz zespół, autorka idei wystawy prof. Maria Janion), CSW Zamek Ujazdowski, Warszawa[11]
- 2007 – wystawa monograficzna Aliny Ślesińskiej, Galeria Zachęta, Warszawa[12]
- 2008 – wystawa monograficzna Małgorzaty Szczęśniak, La Bellone, Bruksela[13]
- 2009 – Wielokropek. Anna Baumgart, Agnieszka Kurant, Muzeum Historii Żydów Polskich Polin, Warszawa[14]
- 2010 – Moore and Auschwitz, Tate Britain, Londyn[15]
- 2011 – Macewy codziennego użytku, Centrum Sztuki Współczesnej Zamek Ujazdowski, Warszawa[16]
- 2011 – Trzy kobiety: Ewa Partum, Natalia Lach-Lachowicz i Maria Pinińska-Bereś, Galeria Zachęta, Warszawa[17]
- 2011 – Wolny strzelec/Freelancer Galeria Zachęta, Warszawa[18]
- 2015 – Secretum et Tremor Natalii LL, CSW Zamek Ujazdowski, Warszawa[19]
- 2018 – Świadek historii: Szpital Bersohnów i Baumanów w Warszawie, Muzeum Getta Warszawskiego, Warszawa[20]

## Publikacje

### Książki
- Olbrzymki. Kobiety i socrealizm (Korporacja Ha!art, Kraków 2008 i 2009)[21]
- Wiesław Borowski. Zakrywam to, co niewidoczne. Wywiad-rzeka. Rozmawiają Adam Mazur i Ewa Toniak (40 000 Malarzy), Warszawa 2014[22]
- Śmierć bohatera (słowo/obraz/terytoria, 2015)[23]
- Prace rentowne. Polscy artyści między ekonomią a sztuką w okresie Odwilży (Narodowe Centrum Kultury, 2015)[24]

### Redakcja
- Alina Ślesińska 1922–1994 (Zachęta Narodowa Galeria Sztuki), Warszawa 2007
- Kobiety i sztuka ok. 1960 r. (Neriton), Warszawa 2010[25]
- Moore and Auschwitz (Muzeum Historii Żydów Polskich „Polin”, Instytut im. Adama Mickiewicza), 2010[26]
- Trzy kobiety: Maria Pinińska-Bereś, Natalia LL, Ewa Partum (Zachęta Narodowa Galeria Sztuki), Warszawa 2011
- Natalia LL. Secretum et Tremor (CSW) 2015[27]
- Pamiętnik Sztuk Pięknych. T. 9, Sztuka polska 1944–1970 (Uniwersytet im. M. Kopernika, Toruń; ISnSŚ, Warszawa) 2015